# Warsawpack
Warsawpack – kanadyjski zespół, którego muzykę można określić jako fuzję jazzu, rocka, rapu i funky. Przekaz zespołu ma silny, radykalny, polityczny wymiar, krytykujący neoliberalizm, kapitalizm, neokolonializm, fałszywy obraz świata przedstawiany przez media, konsumpcjonizm, zakłamanie polityków, naruszanie praw osobistych przez policję.
Zespół zakończył działalność w 2004 roku, tłumacząc to trudnościami związanymi z niemożnością utrzymania się z koncertowania. Nazwa zespołu była nawiązaniem do Układu Warszawskiego (ang. Warsaw Pact).

## Tematyka utworów
W swoich tekstach Warsawpack zaznaczali, że we współczesnym świecie, jeżeli wyraża się sprzeciw wobec norm ustalanych przez establishment, należy to do sfery tabu, a sam kontestator uznawany jest za anty-patriotę i zaszufladkowany jako anarchista, komunista czy terrorysta (Lump of Coal). Zauważyli też, że dzisiejszym "straszakiem" mediów nie jest już komunizm, lecz islamski terroryzm (Doomsday Device). W utworze War on Drugs twierdzili, że kampania "wojny z narkotykami" jest tylko pretekstem do tego aby policja była uprawniona do naruszania prawa nietykalności obywateli poprzez rutynowe zatrzymania i przeszukiwania, oraz że została uruchomiona, aby państwo nie miało konkurencji jeśli chodzi o dystrybucję używek: Have a beer and a smoke and don't open your mouth (Wypij piwo, zapal fajkę i siedź cicho). Zaznaczali, że marihuana nie stanowi realnego zagrożenia, mimo to rządy robią wszystko, aby ludzie korzystający z niej znaleźli się w więzieniu. Wyrażali niepokój związany z dzisiejszym podziałem świata gdy: Połowa moich ludzi umiera z głodu a druga połowa jest na diecie (Doomsday Device). W piosence Wolfblitzer krytykowali inwazję USA na Irak i absurd wojny. Opisywali także procesy, które zachodziły w mediach, gospodarce i Białym Domu przed tym zdarzeniem, zadając pytanie: Czy nie przypomina to całkiem nazistowskich Niemiec?

## Skład grupy
- Lee Raback rap
- Ajit Rao gitara
- Jaroslav Wassmann bas
- Simon Oczkowski saksofon tenorowy, flet
- Adam Bryant saksofon barytonowy
- Aaron Sakala turntablizm
- Matt Cormier perkusja

## Dyskografia
Przez pięć lat swojej działalności zespół nagrał jeden minialbum oraz dwie płyty długogrające:
- Gross Domestic Product (2002)[3]
- Stocks & Bombs (2003)[4]